# Beatriu de York
La princesa Beatriu de York (Beatrice Elizabeth Mary; Londres, Regne Unit, 8 d agost de 1988) és un membre de la Família Reial Britànica. És filla del príncep Andreu, duc de York i Sarah Ferguson i neta de la reina Isabel II i del príncep Felip, duc d'Edimburg. La princesa Beatriu és la segona dona en la Línia de Successió al Tron Britànic, després de la princesa Carlota de Cambridge. Ella va ser la primera princesa nascuda en la família real des del naixement de la princesa Anna, el 1950. Està casada amb Edoardo Mapelli Mozzi.

## Naixement
La princesa Beatriu de York va néixer a l'Hospital Portland, a Londres, el 8 d'agost de 1988, amb un pes de 6 lliures i 12 unces (3,06 kg). El seu pare, el príncep Andreu, duc de York, és el segon fill home de la reina Isabel II i del príncep Felip, duc d'Edimburg. La seva mare, Sarah, duquessa de York, és filla de Ronald Ivor Ferguson i Susan Mary Wright (més tard Susan Barrantes). Porta el nom de Beatriu en honor de la princesa Beatriu, filla menor de la reina Victòria i del príncep consort Albert. Té una germana menor, la princesa Eugènia, nascuda el 1990.
Va ser batejada el 20 de desembre de 1988, a la Capella Reial del Palau de St. James. Els seus padrins van ser el vescomte Linley, Peter Palumbo, lady Jane Dawnay (anteriorment duquessa de Roxburghe), el difunt Carolyn Cotterell i Gabrielle Greenall.
Com a neta de la monarca britànica en la línia masculina, Beatriu és una princesa del Regne Unit de Gran Bretanya i Irlanda del Nord, amb el tractament d'Altesa Reial; el seu títol oficial és Sa Altesa Reial la princesa Beatriu de York. Beatriu i la seva germana Eugènia són les úniques netes de la reina que utilitzen el títol de princesa i el tractament d'Altesa Real, però la seva cosina lady Lluïsa Windsor és per Patent real del Rei Jordi V, legalment una princesa del Regne Unit, encara que no utilitza aquest títol com a tal.

## Educació
La princesa Beatriu va començar la seva educació primària a l'Upton House School, Windsor, Berkshire en 1991. Des d'allí, ella i la seva germana van assistir a Escola de Coworth Park a Surrey de 1995. La seva educació secundària va començar a Santa George's School a Ascot, Berkshire en una escola de nenes en 2000, on va acabar en 2007. Durant un temps es va proposar al pare de Beatriu que eduqués a les seves filles al col·legi Aiglon College a Suïssa. Aquests plans van ser deixats de costat. El 2005 es va revelar que la princesa Beatriu havia estat diagnosticada amb dislèxia quan era més jove. En conseqüència es va retardar la sessió per a la seva SECG els exàmens d'un any.
Beatriu, que va dur a terme els seus estudis d'Història de l'Art durant tres anys a Goldsmiths College (Universitat de Londres), al sud-est de Londres, es va graduar en 2011 amb un 2: 1 degree (BA) en Història i Història de les Idees

## Futur
La princesa Beatriu ha crescut lliure de tot compromís reial.
En una entrevista pels seus 18 anys d'edat el 2006, Beatriu va dir que volia utilitzar la seva posició per ajudar d'altres a dur a terme algunes tasques caritatives. Ella ja ha començat a fer caritat en treballar amb la seva mare a través de les diferents entitats benèfiques que dona suport a la Duquessa. El 2002 va aparèixer en els titulars quan va anar a visitar a uns nens infectats pel VIH a Rússia. A Gran Bretanya, ha mostrat el suport per a la infància i l'adolescència del Càncer Trust.
També hi va haver rumors que Beatriu i un amic tenien plans per iniciar la seva pròpia línia de moda.
Ha estat el primer membre de la família reial a aparèixer en una pel·lícula basada en els primers anys com a sobirà de la reina Victòria, avantpassada de la princesa, on fa un petit paper com a dama d'honor durant la coronació.
La princesa Beatriu de York està realitzant pràctiques a Sony Pictures després de graduar-se al Goldsmiths College de la Universitat de Londres, on es va formar el cotitzat artista contemporani Damien Hirst.

## Vida Personal
Va causar una revolada quan va mantenir una breu relació amb Paolo Liuzzo, ja que després es va saber que ell estava involucrat en la mort d'un estudiant universitari dels Estats Units. I el Mail on Sunday va publicar una història de com ella havia colpejat a un company a la cara quan era al Coworth Park School.
Durant deu anys i fins a primers d'agost de 2016 va mantenir una relació sentimental amb l'empresari Dave Clark.
El 26 de setembre de 2019, al Palau de Buckingham va anunciar el seu compromís amb Edoardo Mapelli Mozzi., qui li havia demanat matrimoni a principis d'aquest mes mentre estaven de vacances a la costa Amalfitana a Itàlia.
Amb un comunicat oficial es va anunciar, el 14 de febrer de 2020, que les noces tindrien lloc el 29 maig de 2020, a la capella reial de el palau de Saint James amb una recepció de convidats al palau de Buckingham. No obstant això, al març de 2020 la recepció de convidats va ser cancel·lada a causa del Covid-19. Un mes després, a l'abril i del fet del virus, l'enllaç va ser cancel·lat sine die.
El 17 de juliol d'aquest mateix any, van contreure matrimoni en una petita cerimònia a la capella reial de Tots Sants de Royal Lodge, la residència oficial dels ducs de York a Windsor. A causa de la pandèmia, a la cerimònia tan sols hi van assistir la reina, el duc d'Edimburg i altres membres de la família reial.